# Fuerdái
Un fuerdái, adaptación del término chino pinyin fù’èrdài (富二代) que significa literalmente segunda generación rica, se refiere a los hijos de los nuevos ricos de China. Este término, generalmente usado de forma peyorativa, es utilizado en los medios chinos y a diario entre la población de la China continental, ya que hace referencia a algunos de los problemas sociales y morales asociados a la sociedad china moderna.
Los fuerdáis son los hijos de los nuevos ricos de los primeros años de la era de la reforma económica de China que data de finales de los años 70. Durante la nueva era, en la que la iniciativa privada podía ser recompensada con las riquezas, muchos nuevos ricos chinos aparecieron en la antigua sociedad socialista china. Aunque tales individuos ricos puedan haber alcanzado sus nuevas posiciones socioeconómicas a través de sus propios proyectos y esfuerzo o convirtiéndose en poderosos miembros del partido gobernante, sus hijos suelen disfrutar de un estilo de vida confortable y tienen una trayectoria en su vida, libre de obstáculos.
Muchos chinos con dinero envían a sus hijos a estudiar fuera del país. Es habitual verlos en los Estados Unidos, la Unión Europea y partes de Canadá, yendo a clase con coches caros, y llevando ropa de marca y dispositivos que tienen precios prohibitivos para el resto de alumnos del país. Las universidades ven favorablemente este tipo de estudiantes internacionales, ya que generan más ingresos y pagan tasas de matriculación más altas.
El término ha sido utilizado de manera limitada como un apelativo para cualquiera con padres ricos y que disfrute de una vida privilegiada. Figuras como Fidel Castro y Donald Trump han sido descritas por los medios de comunicación chinos como fuerdáis.